# Karl Emil von Schafhäutl
Karl Franz Emil von Schafhäutl, född 16 februari 1803 i Ingolstadt, död 25 februari 1890 i München, var en tysk geolog, tekniker och musikteoretiker.
Schafhäutl blev 1843 professor i geognosi, bergs- och gruvvetenskap vid universitetet i München samt 1849 överbibliotekarie där. Han uppfann maskiner för järnets puddelprocess, gjorde 1838 upptäckten av kväve i järnet och konstruerade flera fysikaliska instrument. Inom musikens område företog han studier över klangfärgerna och hade stor andel i Theobald Böhms förbättringar av flöjten.
Auktorsnamnet Schafh. kan användas för Karl Emil von Schafhäutl i samband med ett vetenskapligt namn inom botaniken; se Wikipediaartiklar som länkar till auktorsnamnet.